# Капитонов, Валерий Александрович
Валерий Александрович Капитонов — советский хозяйственный и политический деятель.

## Биография
Родился в 1940 году в селе Тогаево. Член КПСС.
Окончил Чебоксарский текстильный техникум, Всесоюзный заочный политехнический институт.
В 1957—1973 гг. — помощник мастера, мастером, старший инженер, начальник отдела, начальник проектно-конструкторского бюро, заместитель начальника ткацкого производства Чебоксарского хлопчатобумажного комбината.
В 1973—1991 гг. — секретарь парткома, генеральный директор Чебоксарского хлопчатобумажного комбината имени 60-летия Союза ССР.
Делегат XXVII съезда КПСС.
Заслуженный работник текстильной и лёгкой промышленности РСФСР (24.05.1990).
Умер в 1991 году в Чебоксарах.

## Награды
- Орден Октябрьской Революции
- Орден Знак Почёта